# Театр української музики «Чуєш, брате мій...»
Театр української музики «Чуєш, брате мій…» — створений у 1993 році в Культурному центрі України в Москві, за широкого сприяння Олександра Івановича Сьомака театр став візитівкою українців Москви, а згодом піднявся до ще вищих творчих висот, перерісши в унікальний хоровий колектив — Міжнародну хорову капелу «Славутич».